# Batalla de Vác (1684)
La batalla de Vác se libró el 27 de junio de 1684, cerca de la ciudad de Vác en el centro de Hungría, entre las fuerzas del Imperio Otomano y las fuerzas del Sacro Imperio Romano Germánico como parte de la Gran Guerra Turca. El ejército austriaco salió victorioso.